# Мандала (политическое устройство)
Мандала — система политического устройства в средневековых государствах Юго-Восточной Азии. Понятие введено историком Оливером Уильямом Уотерсом в 1982 году и названо по мандале — кругу в индуистской и буддистской мифологии, так как Уотерс сравнил государственное устройство с системой пересекающихся кругов (в противоположность идее сильной централизованной власти). Мандала напоминает феодальную систему в средневековой Европе, но отличается от неё большей самостоятельностью зависимых государств. В Азии личные отношения были важнее государственных, кроме того, каждая территория могла подчиняться одновременно нескольким властям, а могла быть полностью самостоятельной. Это, в частности, означало, что государства не имели чётко определённых границ.

## История
Исторически, государствами, существовавшими по этой системе, были Камбоджа, Суматра, Ява, Аютия, Филиппины, Вьетнам и Китай. Так, Китай являлся локальным центром, а окружающие его государства платили Китаю дань. Крупнейшими из них были Камбоджа, Лансанг (предшественник современного Лаоса) и Ланна. Китай при этом не был единственным центром — так, после распада Лансанга на три лаосских королевства, последние периодически платили дань Китаю, Вьетнаму и Сиаму, при этом иногда двум или трём государствам одновременно. Система мандалы прекратила своё существование с приходом европейцев и колонизацией Юго-Восточной Азии в XIX веке. Европейцы установили чёткие границы территорий, а также ввели европейскую систему, при которой каждая территория подчиняется лишь одному суверену. Вся Юго-Восточная Азия, кроме Сиама, была колонизирована, территория же Сиама была существенно уменьшена, и страна под угрозой полной потери суверенитета самостоятельно перешла от мандалы к современному политическому устройству. Дольше всего, до начала XX века, система мандалы сохранялась в Лаосе.

## Устройство
Обязательства каждой из сторон при взаимоотношениях в обществе мандалы не были постоянными, а зависели от обстоятельств и отношений сторон. Как правило, подчинённая сторона должна была регулярно платить бунга мас, дань, состоящую из рабов и ценных товаров, а также миниатюрные золотые и серебряные деревья. Тот, кто принимал дань, также отвечал подарками, при этом стоимость подарков могла оказаться выше, чем стоимость полученной дани. Подчинённая сторона также по требованию, особенно в случае войны, должна была предоставлять людей и запасы продовольствия. За это она получала защиту в случае нападения на неё других держав. Кроме того, такое положение спасало подчинённую сторону от нападения на неё собственно получавшего дань государства. Как правило, вмешательство господствующего государства во внутренние дела подчинённых государств было минимальным, последнее сохраняло свои правительство, армию и систему налогообложения. Никакой симметрии в отношениях двух сторон не было — например, получатель дани мог рассматривать её как дань, в то время как отправитель мог считать её жестом доброй воли или торговым предприятием.
Одной из отличительных черт мандалы была ориентация на личные отношения. Правитель подчинённого государства подчинялся не государству, которому он платил дань, а лично правителю. Тем самым сильный правитель мог собрать много данников, а слабый — растерять их. Предполагается, что быстрый расцвет государства Сукхотаи в правление Рамакхамхаенга Великого и упадок после его смерти связан именно с тем, что число государств, платящих ему дань, существенно увеличилось, но большинство их перестали платить дань следующим правителям Сукхотайского государства. Правитель зависимого государства мог найти другого покровителя или даже решить стать полностью независимым. Покровитель принимал уверения в верности от правителя подчинённого государства, или в лучшем случае от города, в котором тот жил, но не от всего населения прилегающих областей. Этот правитель сам был покровителем более мелких областей. Идея территорий и границ не существовала — не населённые территории никому не подчинялись.
Отношения между правителем и данником не были исключительными. Один и тот же правитель мог платить дань двум или нескольким покровителям. В этом случае он мог пытаться манипулировать ими для того, чтобы минимизировать их вмешательство в его внутренние дела. Для самих же государств, получающих дань, его государство могло служить буферной территорией.